# Jan Kadeřábek
Jan Kadeřábek (* 26. srpna 1977 Český Brod) je český režisér a kameraman dokumentárních filmů a televizních pořadů. Spolu s Davidem Vondráčkem je držitelem Českého lva za rok 2012 za film Láska v hrobě.
Vystudoval Státní gymnázium v Říčanech u Prahy, poté studoval na Divadelní fakultě Akademie múzických umění, katedře alternativního divadla v Praze. Jeho ročníkovým vedoucím byl Ivan Rajmont. Už zde inklinoval k filmovému pojetí režie a tak se po prvním roce studií na divadelní fakultě rozhodl zkusit štěstí na Filmové a televizní fakultě Akademie múzických umění na katedře dokumentární tvorby v Praze. Studium dokončil v roce 2008.
Na Filmové Akademii múzických umění postupně vystřídal tvůrčí dílny Jana Němce, Drahomíry Vihanové a Jana Špáty. Jan Špáta ho již po prvním filmu podpořil, aby se stal i kameramanem svých filmů.
Vedle těchto dokumentaristů se na škole setkal i s režisérem Jiřím Krejčíkem. Ten si ho vybral jako kameramana pro svůj dokumentární film Národ (v) sobě, spolukameramana v autobiografickém projektu Televizní šílenství Jiřího Krejčíka. Později ho Krejčík angažoval do funkce pomocného režiséra u své hrané inscenace pro Českou televizi Svatá noc. Připravoval s ním i televizní film Dědictví slečny Innocencie. Jiří Krejčík nezůstal jediným režisérem hraných filmů, se kterým spolupracoval už při studiu.
Na FAMU asistoval Tomášovi Bařinovi u jeho úspěšného absolventského filmu „Nelásky“.
Dalším výrazným setkáním je spolupráce s Jurajem Jakubiskem. Ten ho oslovil nejen jako autora filmů o natáčení svých filmů Post coitum a Bathory, ale zároveň si ho vybral jako autora svého portrétu pro slovenskou verzi pořadu GEN.
V Dymokurech na Nymbursku založil Dymopark, kde s manželkou provozuje květinářství Kytky pro radost a Kaktusárium - prodejní sbírkový skleník s kaktusy a sukulenty. V budoucnu by zde chtěl vybudovat botanický park s restaurací, ubytováním a dětským hřištěm.

## Asistent produkce
- Paní mlha – ČT, 1999
- Post coitum – Jakubiskofilm, 2004

## Asistent režie, pomocný režisér
- Nelásky – film, režie Tomáš Bařina, FAMU, 2000
- Svatá noc – tv. inscenace, režie Jiří Krejčík, ČT, 2001
- Dědictví slečny Innocencie – tv. film, režie Jiří Krejčík, ČT, 2002
- Vietor do plachet – benefiční přímý přenos – STV – režie Juraj Jakubisko, Laco Halama, 2011
- Vietor do plachet – benefiční přímý přenos – STV – režie Juraj Jakubisko, Roman Petrenko, 2012
- Možná přijde i charita – hrané scény pro charitativní pořad – Česká televize – režie Tomáš Svoboda, 2012
- Svatby v Benátkách – seriál - TV Prima – režie Petr Slavík, 2014
- Drazí sousedé – seriál – TV NOVA – režie Jan Sládek, Karel Coma, 2016

## Kamera
- Making of – francouzská reklama pro Mercedes, 2001
- Pořady TV NOVA – kamerový jeřáb, 2001
- Národ v sobě – dokument – režie Jiří Krejčík, ČT, 2002
- Soňa a Fany – dokument z cyklu „Mimo domov“, režie Václav Křístek, ČT, 2003
- Na vlastní oči, Občanské judo, Střepiny, Víkend, 112 v ohrožení života a reality show Česko hledá Superstar – publicistické a zábavné pořady televize Nova 2003-2025
- Fokus, Reportéři ČT, Knižní svět, Divadlo žije, Tísňová linka, Gejzír, Nedej se 2007–2017, Česká televize
- 13. komnata – Vladimír Marek, Yemi Akinyemi – Yemi A.D., Marie Tomsová, Marta Jandová, Zuzana Mináčová, Barbora Kohoutková, Laco Deczi, Ivo Niederle, Pavel Sedláček, Dagmar Patrasová, Daniel Hůlka, Marcel Zmožek, 2008-2014, Česká televize
- Dokumentární film Do země (ne)zaslíbené – režie David Vondráček, 2008
- GEN – Ján Vilček – Trigon SK 2010
- Celovečerní dokument Zachraňte Edwardse – režie Dagmar Smržová – HBO a FEBIO 2010
  - Trilobit Beroun 2010
  - Cena za nejlepší populárně-vědecký dokumentární film, AFO Olomouc 2011
  - Cena diváků AFO Olomouc 2011
- Dokumentární film Sbohem český koutku – režie David Vondráček – 2010
- Celovečerní dokument Láska v hrobě – režie David Vondráček – 2011
  - Best Documentary RIFF 2012 – Řím
  - Nejlepší dokument Finále Plzeň 2012
  - Cena české filmové kritiky – 2013
  - Český lev za nejlepší dokument – 2013
  - Nejlepší dokument – Fort Monostot – Maďarsko 2013
- Dokumentární film Na divokém severu (Šluknovsko 2011–2012) – režie David Vondráček, 2012
- Splněné sny – TV Barrandov, 2011, 2012
- Zázrak Hipoterapie – dokumentární film – režie Ivana Hronová, 2012
- Legendy televizní zábavy – Karel Gott, Pavel Vítek, Lucie Bílá, Ivan Mládek, Meky Žbirka – režie Roman Petrenko – televize Barrandov 2012
- Dokumentární film Rozhořčené – režie David Vondráček – 2012
- Dokumentární film Na cestě – Zlatiborsko – režie Roman Vašíček – 2013
- Dokumentární film Karel Janeček aneb život podle algoritmu – režie David Vondráček, Česká televize 2014
- Dokumentární film Nedej se – Zabij bobra, zachráníš strom – režie Petr Slavík, Česká televize 2014
- Dokumentární film Nedej se – Vlci – režie Petr Slavík, Česká televize 2015
- Dokumentární film Nedej se – David – režie Petr Slavík, Česká televize 2015
- Dokumentární film Nedej se – Přemnožená zvěř – režie Petr Slavík, Česká televize 2016
- Dokumentární cyklus Češi na cestách – 3 díly, TV PRIMA 2016
- Táta na plný úvazek – 2 díly reality show, TV PRIMA 2016
- Dokumentární film Nedej se – Vydry – režie Petr Slavík, Česká televize 2017

## Kamera a režie
- Exil mezi nebem a zemí – dokument, FAMU, 2001
- Film o filmu Musím tě svést (režie Andrea Sedláčková) – dokument, ČT, 2002
- Pre coitum filmu Post coitum (režie Juraj Jakubisko) – dokument, Jakubiskofilm, 2004
- Výměna manželek – 3 díly reality show, TV NOVA, 2006
- Film o filmu Bathory (režie Juraj Jakubisko) – dokument – Jakubiskofilm, 2008
- GEN – Juraj Jakubisko – 2011 – Trigon SK
- Dokumentární film Anomalia – dokument o 3D animaci - 2012
- Reklamní spoty pro ROZLET o.p.s. – 2013
- Táta na plný úvazek – 1 díl reality show, TV PRIMA 2016
- Ano životu, ano lásce – dokumentární film z Indie – 2016-2018
- Film o natáčení filmu Perinbaba II – 2017
- Ano životu, ano lásce – 2018-2020
- Honeymoon - líbánky k nepřežití - reality show, TV PRIMA 2024

## Režie
- Reality show Českého rozhlasu – "Odhalení" – 2005-2006
  - (Panda Award 2006, Festival Wildscreen, Bristol, UK, Kategorie ARKive Interactive Award Wildscreen Festival)
- Lips chart – soutěžní pořad – TV Óčko 2008
- Suma Sumárum – ekonomický pořad zaměřený na finanční gramotnost, Česká televize 2011, 2012
- Spoty pro Nadaci Taťány Kuchařové Krása pomoci v rámci benefičního večera v České televizi – 2013
- Benefiční koncert nadace Deany a Juraje Jakubiskových – Vietor do plachiet – STV 2014
- Robinsonův ostrov – reality show TV NOVA 2016-2017
- Váš Prima receptář – TV PRIMA 2017 - 2019
- přímé přenosy - Vogue, ABSL, Deloitte Fast 50, předávání cen Neuron, Czech Set Go, eSports, Direct... 2019-2025